# Technologia cyfrowa
Technologia cyfrowa – sposób realizacji operacji cyfrowych w elementach cyfrowych oraz oprogramowaniu.
Jest to działalność natury technicznej, ekonomicznej i organizacyjnej mająca na celu wprowadzanie urządzeń cyfrowych i systemów cyfrowych w rozmaite dziedziny gospodarki.
Przykładowo: cyfryzacja bibliotek jest procesem technologicznym, w którym wykorzystuje się technikę cyfrową do archiwizacji zasobów bibliotecznych. Efekty wprowadzenia technologii cyfrowej to również, m.in.: podpis cyfrowy, kino cyfrowe, druk cyfrowy, poczta elektroniczna, telewizja cyfrowa, fotografia cyfrowa.